# مارستون مورس
هارولد کالوین مارستون مورس (به انگلیسی: Harold Calvin Marston Morse) (زاده ۲۴ مارس ۱۸۹۲ در وترویل، مین-درگذشته ۲۲ ژوئن ۱۹۷۷ در پرینستون، نیوجرسی) ریاضیدان اهل آمریکا بود که در زمینه حساب تغییرات و هندسه دیفرانسیل فعالیت میکرد.

## زندگی و کارنامه
مورس تحصیلات مقدماتی را در زادگاهش به پایان رساند و سپس به دانشگاه هاروارد رفت و در سال ۱۹۱۷ درجه دکتری را با سرپرستی جورج دیوید بیرکهوف و با رساله‌ای دربارهٔ ژئودزیکها رویه‌های با خمیدگی منفی به دست آورد. سپس از سال ۱۹۱۹ در دانشگاه‌های هاروارد، کورنل و براون به تدریس پرداخت و در سال ۱۹۲۶ دوباره به هاروارد بازگشت. در سال ۱۹۳۵ مورس به موسسه مطالعات پیشرفته در پرینستون رفت. او در سال ۱۹۶۲ بازنشسته شد.
زمینه کاری مورس حساب تغییرات به ویژه در آنالیز غیر موضعی بود. وی نظریه ماکزیمم و مینیممی برای برای توابع پروراند که به نام خود او نظریه مورس نام دارد و دارای کاربردهای فراوانی است. ریشه‌های نظریه مورس پیش از آن در کارهای آرتور کیلی و ماکسول و فرمول نامبردار به سربالایی وجود داشت. این فرمول می‌گوید که شمار قله‌ها به اضافه شمار دره‌ها منهای شماره راه‌های میان این دو برابر با ۲ خواهد بود. در نظریه مورس به یک خمینه دلخواه یک تابع ارتفاع نظیر می‌شود و سپس نقاط بحرانی این تابع یعنی نقطه‌هایی که در آن‌ها گرادیان تابع صفر است بررسی می‌شود. چنین نقطه‌هایی می‌توانند ماکزیمم، مینیمم یا نقاط زینی باشند. به هر چنین نقطه بحرانی ای یک اندیس مورس نسبت داده می‌شود که نمایانگر شمار جهت‌هایی است که تابع اختیار می‌کند.
مورس به خاطر دستاوردهایش جایزه ماکسیم بوچر را دریافت کرد و همچنین در سال‌های ۱۹۳۲ و ۱۹۵۰ در کنگره جهانی ریاضیدانان دربارهٔ حساب تغییرات به سخنرانی پرداخت. مورس در سال ۱۹۲۲ با سلسته فلس ازدواج کرد که در سال ۱۹۳۰ به جدایی انجامید و ۲ سال پس از آن چون ویلیام ازگود با سلسته که ۲۸ سال از او کوچکتر بود ازدواج کرد، رسوایی در هاروارد به بار آمد که در پی آن ازگود ناچار به استعفا شد.

## آثار
- Collected Papers, 6 volumes, World Scientific 1987.
- Raoul Bott (Editor): Selected Papers, Springer 1981.
- The foundations of the theory of calculus of variations in the large in m-space, Trans. American Mathematical Society 1929.
- Calculus of variations in the large, American Mathematical Society 1934.
- Topological methods in the theory of functions of a complex variable, Princeton University Press 1947.
- Lectures on analysis in the large, 1947.
- with Stewart Cairns: Critical point theory in global analysis and differential topology, Academic Press 1969.
- Variational analysis: critical extremals and Sturmian extensions, Wiley 1973, Dover 2007.